# Šventoji
Šventoji (en letó:Sventāja, en alemany:Heiligenau) és una petita població turística de la costa de la mar Bàltica a Lituània. La ciutat està localitzada a 10 km al nord de Palanga, a la qual pertany administrativament, a prop de la frontera amb Letònia. Més lluny es troba la ciutat de Būtingė, on es troba una terminal d'extracció de petroli. El riu Šventoji travessa la ciutat i desemboca a la mar Bàltica.

## Història

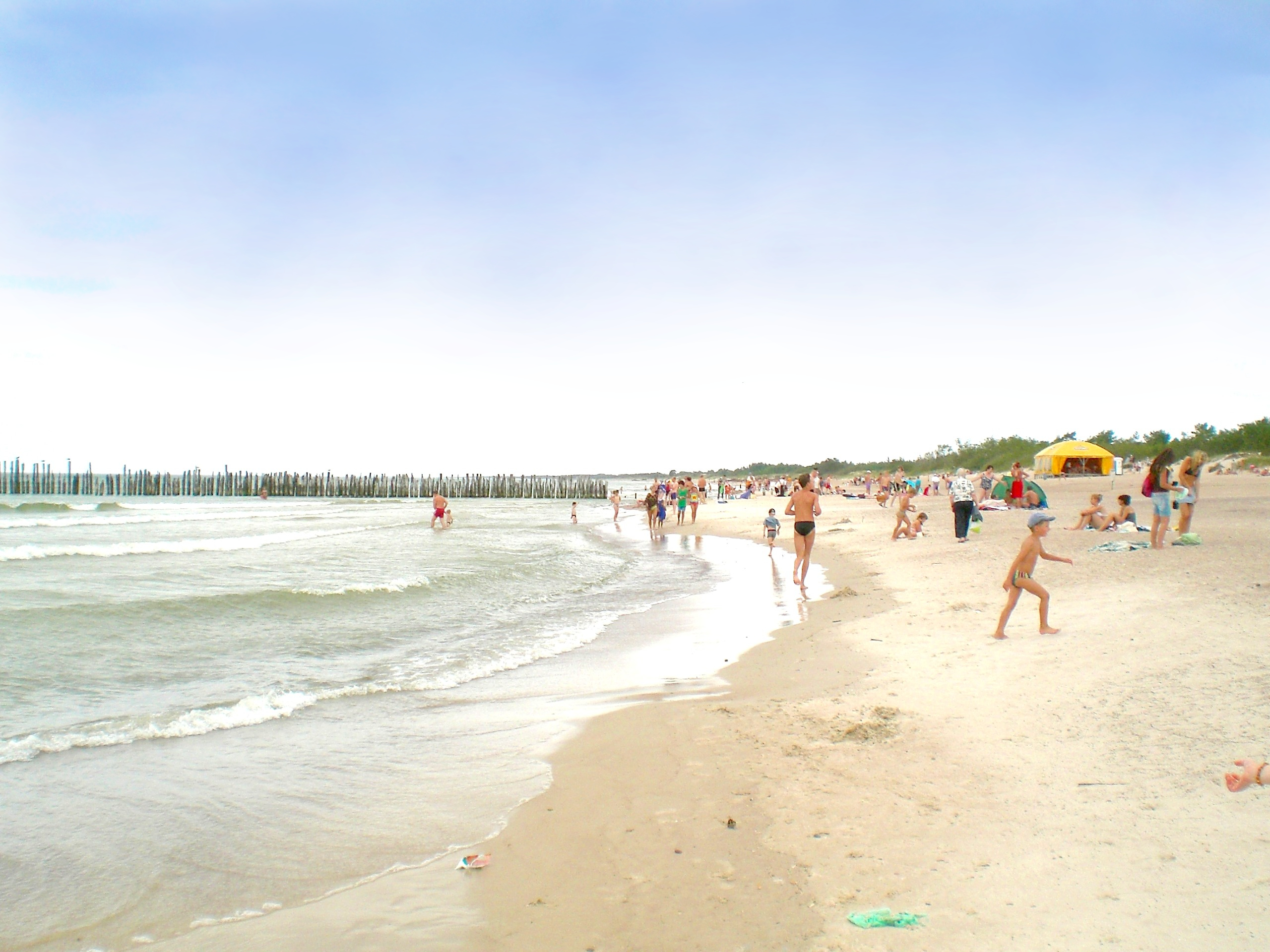
Platja en Šventoji

Šventoji és un important enclavament arqueològic gràcies a les recents troballes d'algunes restes de la cultura Bàltica del 3000 aC. Un els descobriments més importants va ser una vara en forma d'ant femella. La ciutat va ser un antic poble de pescadors que actualment ha esdevingut un important enclavament turístic de la costa Bàltica. Sempre va lluitar per desenvolupar un port prou important per a estar a l'altura de Klaipėda i Liepāja. Un port més ampli va ser construït en la segona meitat del segle xvii, gràcies a l'arrendament de mercaders anglesos el 1679. L'any 1701 el port va ser destruït durant la Gran Guerra del Nord –enfrontament que va confrontar a Rússia, Dinamarca, Suècia i Polònia, entre altres països–. Durant l'Imperi Rus (1795 - 1915) el port va ser abandonat a una situació de deixadesa i va començar a rehabilitar-se a partir de 1921, quan la ciutat va passar a pertànyer a Lituània. Dos molls van ser construïts –que segueixen dempeus– però sovint eren coberts amb sorra. Així el projecte d'un gran port mai no es va portar a terme.